# Flying Home (película)
Flying Home (en España, Volando a casa) es una película romántica de 2014 escrita, producida y dirigida por Dominique Deruddere y protagonizada por Jamie Dornan, Charlotte De Bruyne, Jan Decleir, Josse De Pauw y Viviane De Muynck. Cuenta la historia de Colin, un hombre de negocios que viaja a Flandes para cumplir su objetivo: conseguir una paloma que logrará que un jeque árabe se una a su empresa de Nueva York.

## Argumento
Colin Montgommery (Jamie Dornan) es un joven ambicioso que trabaja en una empresa financiera de Nueva York. Uno de los clientes más potenciales de Colin, un rico jeque árabe (Ali Suliman), es un apasionado colombófilo que ha estado intentando comprar una paloma, 'Wittekop', para participar en una prestigiosa carrera internacional de palomas que se celebra en Barcelona. No obstante el dueño de la paloma, Jos Pawels (Jan Decleir), se niega a aceptar su oferta. En un intento de hacer negocios con el jeque, Colin le propone un trato: si es capaz de convencer a Josh Pauwels para que venda la paloma, él se unirá a la empresa estadounidense.
Colin viaja hasta Flandes (Bélgica) a un pequeño pueblo llamado Bunderzele haciéndose pasar por un profesor en busca de un antepasado que murió en Bélgica durante la Primera Guerra Mundial. Allí conoce a Isabelle (Charlotte de Bruyne), una joven estudiante de biología y nieta de Jos Pauwels a la que decide acercarse para cumplir con su objetivo. Durante su estancia en el pueblo, Colin se dará cuenta de que su misión no es tan fácil como pensaba. La hospitalidad del pueblo flamenco, la belleza de Isabelle y 'Wittekop' convencerán a Colin de que no todo es dinero y poder.

## Reparto
- Jamie Dornan como Colin Montgommery, un hombre de negocios que lo tiene todo. Es joven, guapo, rico, inteligente y triunfador. Vive en Nueva York, apenas tiene vida social y es capaz de todo por conseguir lo que quiere.  El actor es conocido por su papel de Christian Grey en Cincuenta sombras de Grey, la adaptación del best seller de E. L. James.
- Jan Decleir como Jos Pauwels, un médico jubilado y honrado conocido en todo el pueblo por ser un excelente criador de palomas y el dueño de 'Wittekop', su pájaro favorito.
- Charlotte De Bruyne como Isabelle Pauwels, la nieta de Jos Pauwels. Después de la muerte de su padre, su madre se mudó a Holanda e Isabelle decidió quedarse en el pueblo con su abuelo.
- Ali Suliman como Sheikh, el jeque árabe que hace un trato con Colin con el fin de conseguir a 'Wittekop' a cambio de unirse a la empresa. Es, además, un apasionado criador de palomas.
- Josse De Pauw como el sacerdote que ayuda a Colin a buscar a su antepasado fallecido durante la Primera Guerra Mundial. Durante la estancia en Flandes, Colin le alquila una habitación en la casa parroquial del pueblo.
- Viviane De Muynck como Martha, una mujer que ha pasado toda su vida en Bunderzele y que vive con el sacerdote en la casa parroquial.
- Anthony Head como el padre de Colin.
- Sharon Maughan como la madre de Colin.
- Gene Bervoets como Pierre, el hombre del bar en el que trabaja Isabelle.
- Mitchel Mullen como Walden.
- Omar bin Haider como la mano derecha del jeque.
- Piet Fuchs como el señor Conrad.
- Numan Acar como Karadeniz.
- Eline Van der Velden como Celia.

## Producción

### Desarrollo
Flying Home es la novena película dirigida por Dominique Deruddere después de Crazy Love (1987), Wait Until Spring Bandini (1989), Hombres complicados (1998) y Firming (2007). Con Everybody's Famous! (2001), consiguió hacerse un hueco en el mapa internacional, además de una nominación de los Óscar como mejor película extranjera. Dominique es capaz de crear su propio mundo como muy pocos directores desafían a hacer, donde todas las historias son fáciles pero las lecciones de la vida son grandes. En Flying Home, Dominique Deruddere crea su propio mundo, con un jeque árabe, un americano, un pueblo flamenco y una hermosa historia de amor que recuerda al espectador lo verdaderamente importante en la vida.
Para el papel de Colin, Dominique Deruddere declaró que: “Tenía que ser alguien que fuera capaz de retratar de una forma creíble las dos caras de un despiadado hombre de negocios, que se encuentra a sí mismo en los campos de la ciudad de Flandes y se cuestiona su estilo de vida. A través de nuestra agente británica Kate Dowd, recibí gran cantidad de perfiles y cintas enviadas por jóvenes actores que se ajustaban a la imagen de ‘guapo y con éxito’, pero nadie parecía tener esa ‘segunda cara’ tan necesaria para el personaje principal. Jamie Dornan tenía algo más allá que su ‘cara bonita’ que es lo primero que se revela. Me quedé inmediatamente interesado y una escena de la aún no terminada ‘The Fall’, la serie dirigida por Jakob Verbruggen fue decisiva para mí. ¡Este modelo de moda joven resultó ser un actor sólido! En las sesiones de prueba de Jamie, y las posibles Isabelles, se reforzó mi impresión de que Jamie podría actuar y llevar a cabo el plan engañoso de Colin, sin perder la simpatía del espectador hacia el personaje principal. Jamie ha conseguido transmitir la duda y la creciente lucha del personaje con un montón de matices y talento. Es un actor de los que –por supuesto también por su papel en Cincuenta sombras de Grey– se oirá en un futuro por todo el mundo, y estoy encantado de que dos directores belgas, Jakob Verbruggen y yo, ¿quizás hayamos estado en la cuna para el inicio de una gran carrera?”
En cuanto al papel de Isabelle, Dominique Deruddere buscaba una actriz concreta que trajera a la vida lo que él tenía en mente. Muchas actrices tanto conocidas como desconocidas hicieron una audición, pero por más que lo buscó, no encontró a su Isabelle hasta que apareció Charlotte De Bruyne, reconociendo que: “me quedé tan impresionado por su presencia que la envié inmediatamente a la última ronda después de la lectura de la primera escena, en la que cuatro actrices tenían que interpretar unas escenas con Jamie para probar la química con los protagonistas.” Y que: “Es una actriz con tanto talento que todo parece que acaba de ocurrir naturalmente. Y sin embargo, ella es una profesional y sabe muy bien lo que está haciendo. Gracias a ella, Isabelle no se ha convertido en una mujer de campo típica en Flandes. Su talento y personal hicieron de Isabelle una mujer joven y moderna que vive en el campo y parece bastante feliz con ello. Para Colin, Isabelle personifica todo lo que él no puede encontrar en Nueva York: sinceridad, naturalidad, sensibilidad.”
Por último, en cuanto al papel de Jos Pawels, el criador de palomas, Dominique Deruddere reconoció que mientras escribía el guion se imaginó a Jan Decleir como actor desde el principio. Declaró: “Para su personaje, tuvo que aprender cómo cuidar una paloma. Para prepararlo, fui con Jan a ver un criador de palomas. Pronto quedó claro que los gestos típicos como el despliegue de las alas, comprobar los ojos y el pecho no son fáciles de aprender. Así que durante sus vacaciones de verano en Francia, Jan consiguió dos palomas para practicar. Cada experto en palomas que vea la película tendrá que admitir que Jan domina los gestos de un criador al más mínimo detalle.”

### Rodaje
La película fue rodada durante el verano de 2012 en lugares como Kleiputten, Watou, Koekelare, Heuvelland, Zottegem, Haaltert, Dubái y Barcelona en manos de las compañías productoras Mauna Kea Films y Otomatic.

## Estreno y crítica
La película se estrenó únicamente en Bélgica el 2 de abril de 2014, aunque también lo hizo durante el mes de mayo en el Festival de Cannes. El 17 de septiembre de ese mismo año se estrenó durante the Sea Film Festival en Holanda y el 20 de septiembre lo haría en Los Ángeles, en the Euphoria European Film Festival. Posteriormente, salió a la venta en DVD en inglés y en holandés a través de la distribuidora KFD el 13 de enero de 2015 en Estados Unidos; el 12 de febrero, en Alemania y el 18 de febrero, en Italia. Se espera que el 15 de junio salga también a la venta en Suecia.
Ha recibido buenas críticas en cuanto a la historia, los paisajes y la actuación de los personajes del elenco.